# Kamelia w Pillnitz

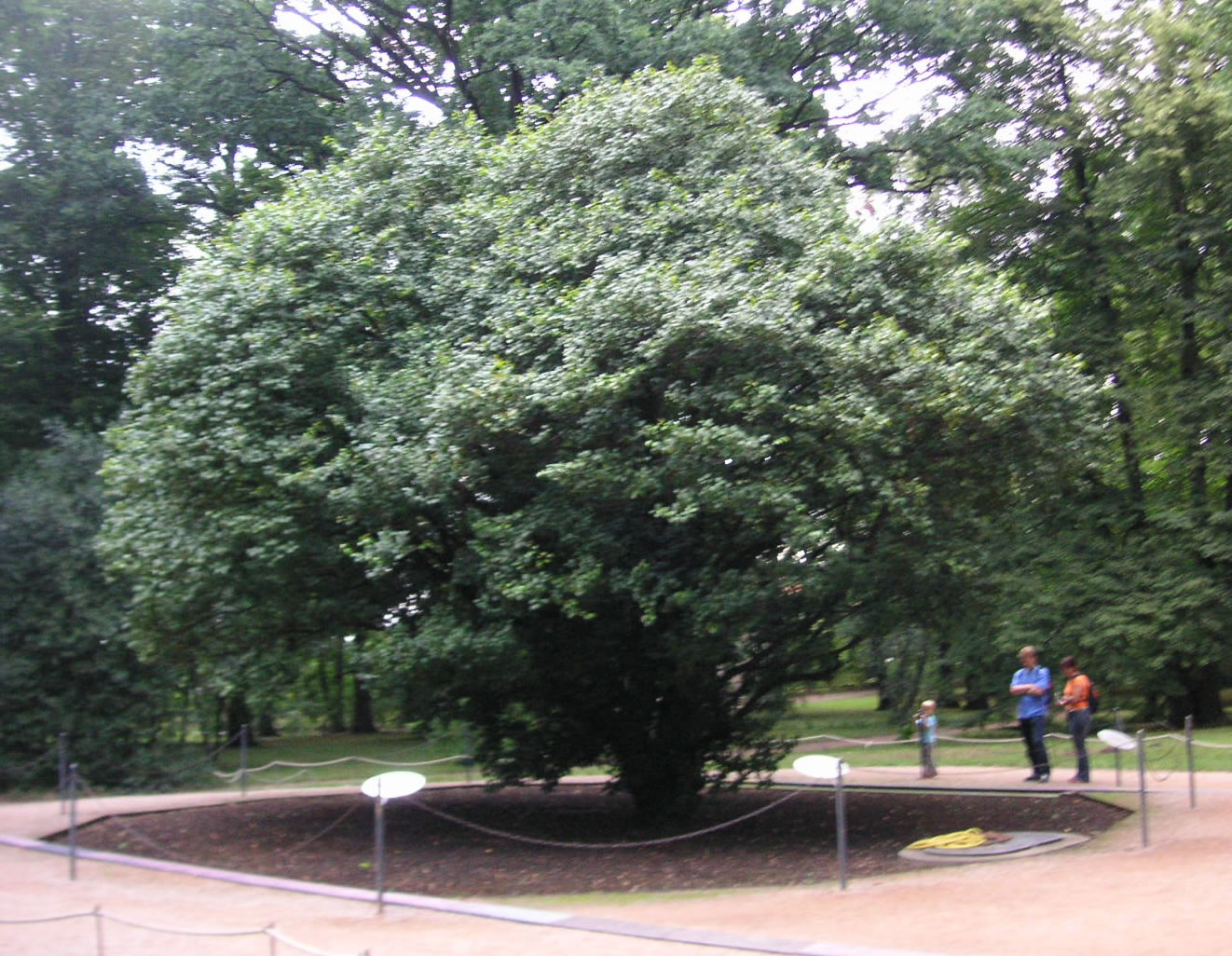
Kamelia. Na zdjęciu widoczne są szyny do przesuwania konstrukcji ochronnej

Kamelia w Pillnitz – jedna z najstarszych kamelii w Europie. Ma około 200 lat i jest chroniona przez specjalną konstrukcję ochronną. Drzewo ma ok. 8,6 m wysokości, średnica jego korony wynosi ok. 11 m. W okresie od lutego do kwietnia pokrywa się ok. 35 000 kwiatów.
Pierwsze egzemplarze kamelii przywieziono do Europy z Azji w roku 1692. Kamelia z Pillnitz jest jednym z czterech egzemplarzy, które Karl Peter Thunberg przywiózł do Kew Gardens w Londynie ze swojej podróży do Japonii w latach 1775–1776. Jedna sadzonka pozostała w Londynie, pozostałe podarowano ogrodom władców europejskich w Wiedniu (Schönbrunn), Hanowerze (Herrenhäuser Gärten) i Dreźnie (Pillnitz).
Drzewo przybyło do Saksonii w latach 80. XVIII w. Sadzonka z czasem rozrosła się i w 1801 r. pomocnik ogrodnika Carl Adolph Terscheck (1782-1869) zasadził drzewko w ziemi. Zimą chroniła je początkowo słoma i maty z łyka, a później zbudowano drewnianą konstrukcję ochronną. W styczniu 1905 r. strawił ją pożar. Pomimo że woda użyta do gaszenia ognia zamarzła, kamelia przetrwała w temperaturze minus 20 stopni.
W 1992 r. drzewo otrzymało nową, aluminiowo-szklaną konstrukcję ochronną. Ma ona 13,2 m wysokości i waży 54 tony. Jest przesuwana na specjalnych szynach. W okresie od października do maja chroni ona kamelię. Wówczas we wnętrzu konstrukcji utrzymywana jest temperatura 4-6 stopni.